# Alloschizidium remyi
Alloschizidium remyi är en kräftdjursart som först beskrevs av Albert Vandel 1944.  Alloschizidium remyi ingår i släktet Alloschizidium och familjen klotgråsuggor. Inga underarter finns listade i Catalogue of Life.